# Антифил (военачальник)
Антифил (др.-греч. Ἀντίφιλος; IV век до н. э.) — афинский стратег. Командовал союзными греческими войсками во время Ламийской войны (323—322 гг. до н. э.) против Македонии. Антифил возглавил греческие войска после гибели военачальника Леосфена. Он не смог развить достигнутые Леосфеном успехи и, несмотря на победу над войском Леонната, проиграл войну.

## Участие в Ламийской войне
В античных источниках Антифила упоминают исключительно в связи с событиями Ламийской войны греков во главе с Афинами против македонской гегемонии. Начало войны было успешным для греков. Афинскому стратегу Леосфену удалось не только собрать армию, но и одержать несколько побед над македонянами и их союзниками. После поражения македонская армия во главе с наместником царя Антипатром укрылась в окружённой прочными стенами Ламии. Несколько штурмов крепости со стороны греков были отбиты, после чего началась длительная осада города. Во время одной из вылазок македонян Леосфен, который руководил осадными работами, был ранен в голову камнем. Через три дня не приходя в сознание он умер.
Вместо Леосфена стратегом стал Антифил, которого Диодор Сицилийский охарактеризовал человеком выдающиймся, мужественным и одарённым военачальником. Плутарх передаёт детали назначения Антифила новым главнокомандующим над союзными греческими войсками. В Афинах опасались, что стратегом станет Фокион, который скептически относился к перспективам войны, так как он положит ей конец. Недоброжелатели Фокиона подучили какого-то гражданина выступить на Народном собрании и заявить, что «он советует пощадить и поберечь этого мужа, ибо другого такого у афинян нет, а к войску послать Антифила». Предложение было принято и Антифил отправился к войску, которое осаждало Ламию.
Вскоре в Македонию из Азии прибыл с армией в 20 тысяч пехоты и 1500 конницы Леоннат. Чтобы помешать соединению двух войск Антифил снял осаду с Ламии, сжёг свой лагерь и отправился на встречу с Леоннатом. На тот момент Антифил и Леоннат обладали сопоставимыми войсками. Греческая армия насчитывала 20 тысяч пехоты и 3500 всадников. Конница греков, которой командовал Менон, имела преимущество над македонянами, так как в её состав входили хорошо обученные фессалийцы. Сражение между двумя армиями началось со схватки конницы. Во время сражения Леоннат погиб. Македонская фаланга уклонилась от участия в битве и заняла близлежащие возвышенности. В это время Антипатр со своим войском покинул Ламию. На другой день после гибели Леонната произошло объединение двух македонских армий. Антипатр не решился принять сражение с армией Антифила и начал отступление в сторону Македонии. Греческий стратег не смог помешать Антипатру. Тем самым тактический успех был лишён какой-либо стратегической ценности. Македоняне избежали разгрома и смогли вернуться домой, где пополнили свою армию подкреплениями из Азии.
Последний раз Антифил упомянут в связи с битвой при Кранноне, которая произошла в начале августа или сентября 322 года до н. э. Войско под командованием Антипатра смогло разбить греков. Поражение было неполным, а потери невелики (Диодор Сицилийский оценивает их в 500 человек). Также бо́льшая часть войска греков отошла на близлежащие возвышенности. Антифил с Меноном на военном совете решили не дожидаться подкреплений, а начать переговоры о мире и отправили к Антипатру своих послов. Историк И. Г. Дройзен считал, что попытка переговоров нанесла грекам больший вред, чем само поражение при Кранноне. Она символизировала недостаток решимости продолжать борьбу и свидетельствовала об упадке морального духа среди греков, потерю веры в победу. Антипатр отклонил предложения Антифила и Менона и заявил, что будет заключать мир с каждым конкретным греческим полисом на особых условиях. После такого ответа каждый из полисов задумался о заключении сепаратного мира с Македонией и, в то же время, стал подозревать других в таких переговорах.